# Halowe Mistrzostwa Europy w Lekkoatletyce 1972 – bieg na 1500 m kobiet
Bieg na 1500 metrów kobiet – jedna z konkurencji biegowych rozgrywanych podczas halowych lekkoatletycznych mistrzostw Europy w hali Palais des Sports w Grenoble. Rozegrano od razu bieg finałowy 12 marca 1972. Zwyciężyła reprezentantka Związku Radzieckiego Tamara Pangełowa. Tytułu zdobytego na poprzednich mistrzostwach nie broniła Margaret Beacham z Wielkiej Brytanii.

## Rezultaty

### Finał
Rozegrano od razu bieg finałowy, w którym wzięło udział 5 biegaczek.

Opracowano na podstawie materiału źródłowego.
| Miejsce | Zawodniczka      | Czas    | Uwagi |
| ------- | ---------------- | ------- | ----- |
| 1       | Tamara Pangełowa | 4:14,62 | WR    |
| 2       | Ludmiła Bragina  | 4:18,35 |       |
| 3       | Wasiłena Amzina  | 4:18,84 |       |
| 4       | Ellen Tittel     | 4:20,23 |       |
| 5       | Monique Baulu    | 4:49,38 |       |